# Lloyd Gaston Smith
Lloyd Gaston Smith (Normal (Illinois), 27 mei 1891 – Media (Pennsylvania), 9 september 1958) was een Amerikaans topfunctionaris. Hij was directeur van Lago Oil & Transport Co. Ltd. en speelde een belangrijke rol in de ontwikkeling van het eiland Aruba.

## Biografie
Smith was in 1891 geboren in Normal, Illinois. Hij studeerde in de jaren 1920 af als technisch tekenaar. Hij begon zijn carrière als tekenaar bij Pullman, en ging vervolgens bij Standard Oil Company of New Jersey (nu: ExxonMobil) werken. In 1924 stichtte Lago Oil & Transport Co. Ltd., een dochteronderneming van Esso, een olieoverslagbedrijf in Aruba.
In 1927 bezocht Smith voor de eerste keer Aruba, omdat er een geschikte locatie voor een aardolieraffinage werd gezocht. Hij ontwierp de raffinaderij waarvan de constructie in 1928 begon. In 1933 was de raffinaderij gereed en was destijds 's wereld grootste olieraffinaderij. Er werden ook woonwijken aangelegd volgens het principe van rassensegregatie. Lago Colony was bestemd voor het Amerikaanse personeel. Lago Heights en Esso Heights waren voor het overig personeel.
Op 19 oktober 1933 kwam Smith met zijn gezin in Aruba aan, en werd benoemd tot algemeen directeur van Lago. De villa La Casa Grande bij Baby Beach werd gebouwd als directiewoning. Smith werkte nauw samen met de gezaghebber van Aruba, en was verantwoordelijk voor de bouw van een elektriciteitsfabriek, scholen, een ziekenhuis, en een kerk. In 1938 werd hij geridderd in de Orde van Oranje-Nassau.
Op 16 februari 1942 werd Aruba aangevallen door de Duitse duikboot U 156. Na twee olietankers tot zinken te hebben gebracht, kwam U 156 naar de oppervlakte om de olieraffinaderij te vernietigen. De bemanning vergat echter de stop van het kanon te verwijderen, hetgeen resulteerde in een explosie van het kanon. Smith werd wakker van de aanval, en realiseerde dat het hele terrein hel verlicht was. Hij begon in het midden van de nacht de lantaarnpalen te bekogelen met stenen, en kreeg de bijnaam The Flash. Hetzelfde jaar werd hij gepromoveerd tot vicepresident van Lago. In 1944 werd hij president van Lago.

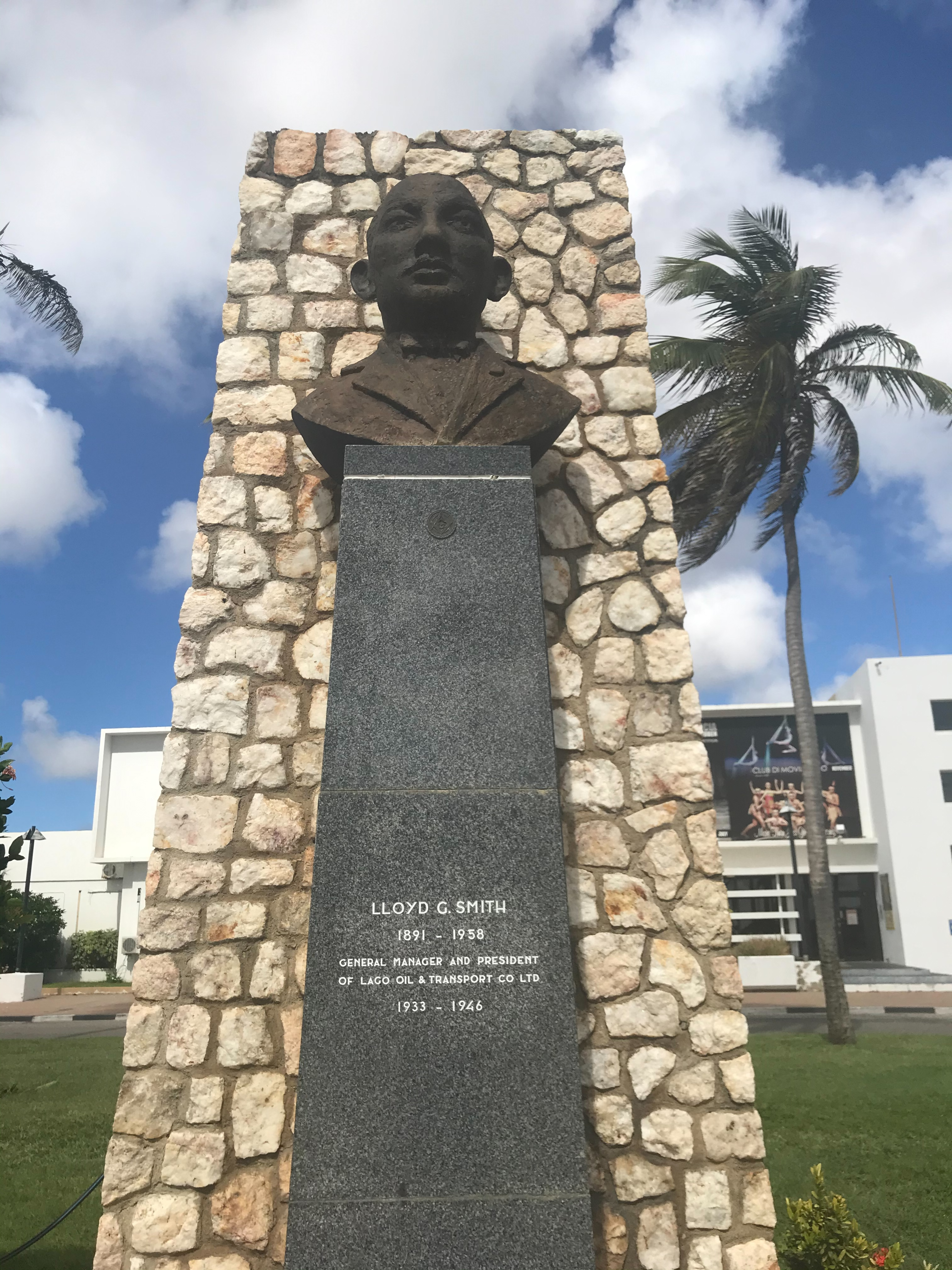
Borstbeeld Lloyd Smith

In juli 1946 werd Smith gepromoveerd tot Commandeur in de Orde van Oranje-Nassau. Hij was de eerste persoon uit Aruba die een dergelijke onderscheiding had gekregen. Anno 2022 zijn Smith en Dwight D. Eisenhower de enige Amerikanen die tot commandeur werden benoemd. Hetzelfde jaar verliet hij Aruba om in het hoofdkantoor van Standard Oil te werken.

## Overlijden
Op 9 september 1958 overleed Smith op 67-jarige leeftijd in Media, Pennsylvania. Het eilandbestuur van Aruba had besloten de belangrijkste straat van Oranjestad te hernoemen naar "L.G. Smith Boulevard", en had toestemming gevraagd aan de weduwe om een borstbeeld te plaatsen. Na crematie werd zijn as uitgestrooid tussen San Nicolas, Aruba en het Meer van Maracaibo. In 1960 werd het borstbeeld onthuld.